# Skreia
Skreia är en tätort i Østre Totens kommun i Innlandet fylke i sydöstra Norge. Orten ligger där fylkesväg 33 korsar Lenaelva, sydöst om kommunens centralort Lena.